# Cité du sport (Rome)
La Cité du sport (en italien : Città dello sport) est une structure architecturale restée longtemps inachevée conçue comme un complexe sportif polyvalent par l'architecte espagnol Santiago Calatrava à l'Université de Rome « Tor Vergata » .
La structure d'une scène de natation a été créée avec la charpente du toit qui est une caractéristique « voile à aileron de requin  » visible même de très loin (ce qui lui a valu le surnom de Vela di Calatrava, littéralement « Voile de Calatrava »), et la structure base de l'autre bâtiment pour le basket-ball et le volley-ball. 
Restée inachevée et abandonnée pendant 15 ans, la structure dégradée a bénéficié de fonds de l'état dans le cadre du Jubilé 2025 et a été achevée et inaugurée en juillet 2025.

## Histoire
Le projet a été lancé en 2005, lors du premier mandat de Walter Veltroni, et la structure devait accueillir les Championnats du monde de natation 2009. En raison de la construction prolongée et de la hausse des coûts, les championnats du monde de natation ont eu lieu dans les structures du Foro Italico, construit entre 1927 et 1932, qui avait déjà accueilli l’édition de 1994.

### Conception
Le plan de la ville sportive comprenait deux salles de sport, une pour le basket-ball et le volley-ball et l'autre pour la natation, placées en face de l'autre avec deux lacs artificiels formant une structure en trèfle. Autour de cette structure, d'autres installations sportives auraient été construites: piscines extérieure et intérieure, piste d'athlétisme et autres installations sportives. Devant le complexe d'installations sportives, il y avait aussi une tour d'environ 90 mètres de haut destinée au recteur de l'université. La construction du complexe a commencé dans le quartier romain de Tor Vergata (it).
En outre, l'architecte Calatrava a conçu un campus pour accueillir des étudiants universitaires et des athlètes, ainsi que d'autres piscines olympiques pour l'entraînement d'athlètes.

### Construction
Le projet a été lancé en 2005 par l'administration du maire de Rome, Walter Veltroni. Le coût estimé de la construction s’élevait à 60 millions d’euros, contre 120 millions déjà au moment de la passation du marché par adjudication. La société de construction était Vianini Lavori du groupe Caltagirone. Entre 2006 et 2007, bien que les travaux de construction n'aient pas progressé, les coûts de construction ont encore doublé pour atteindre 240 millions d'euros.
En octobre 2008, le nouveau maire de Rome, Gianni Alemanno, a déclaré que, trois ans après le début des travaux, les fondements de la "Cité du sport" seraient posés. En décembre, cependant, il a été décidé que les championnats du monde de natation ne seraient plus disputés à Tor Vergata, la structure ne pouvant être achevée à temps, il a été décidé d'utiliser le Foro Italico, déjà utilisé pour les championnats du monde de natation 1994. Bien que ces dernières aient été présentées comme déjà pleinement efficaces, elles ont néanmoins bénéficié de 45 millions d’euros pour des travaux de rénovation. La construction de la "Cité du sport" de 2009 a été bloquée en raison d'un manque de fonds alors qu'elle avait déjà dépensé jusqu'à 4 fois le chiffre initialement estimé pour la construction.

### Répercussions
En 2011, grâce à la candidature de Rome au site des Jeux olympiques de 2020, il a été décidé de réactiver le site de Tor Vergata : les travaux ont repris sans date certaine d’achèvement des structures et avec un chiffre estimé à 660 millions d'euros pour leur achèvement soit 11 fois le prix initial.
Calatrava a déclaré, en avril 2010:  « Actuellement, les deux stades ont été construits, l'un pour le basket-ball et l'autre avec des piscines, de la plongée et du chauffage, de petits services et un accès pour les athlètes. Le parking et le dôme de l'un des deux bâtiments sont en construction, tandis que la piscine extérieure a déjà été construite et qu'une autre a été construite pour le chauffage des athlètes ».
En novembre 2012, le maire Giovanni Alemanno a annoncé que le complexe sportif serait complété par des contributions privées, mais les opérations d'achèvement, en décembre 2014, n'avaient pas encore commencé. Au début de 2014, le changement d'utilisation prévue avait été proposé pour la « voile » de la structure de toit déjà achevée et destinée à la baignade, avec proposition de l'Université de Tor Vergata de transformer la structure en serre / jardin botanique. Le coût estimé pour compléter la couverture était de 60 millions d'euros. Selon ce plan, le deuxième stade pourrait encore être construit comme une installation polyvalente pour les événements sportifs et musicaux, bien que la structure nécessite 426 millions d'euros supplémentaires pour être achevée.
En octobre 2014, l'association italienne de défense des consommateurs Codacons a proposé sa démolition, car « la structure inachevée endommagerait le paysage et la communauté ».

### Achèvement et renouveau
80 millions d'euros ont été alloués en 2023 afin d'achever la structure pour le Jubilé de 2025. En juillet 2025 l'ensemble a été achevé et inauguré afin d'accueillir le Jubilé de la Jeunesse, puis deviendra par la suite une Cité du Savoir, du Sport et de la Santé.

## Culture populaire
Le site sert de tournage pour certaines scènes de la série Suburra.